# Атрохов, Семён Тихонович
Семён Тихонович Атрохов (1917—1995) — советский офицер-пехотинец, участник Великой Отечественной войны, Герой Советского Союза (24.03.1945). Майор.

## Биография
Семён Атрохов родился 21 октября 1917 года в селе Гнилёво (ныне — Трубчевский район Брянской области) в крестьянской семье. После окончания восьми классов средней школы работал мастером в леспромхозе. 
В 1938 году был призван на службу в Рабоче-крестьянскую Красную Армию. Участвовал в советско-финской войне, после окончания которой был уволен в запас.
В сентябре 1941 года Атрохов был повторно призван в Красную Армию в Брянске и направлен на фронт Великой Отечественной войны. Участвовал в боях с немецкими войсками красноармейцем. Летом и осенью 1943 года был связным батальона 212-го стрелкового полка 49-й стрелковой дивизии в 50-й армии Западного фронта. Особо отличился в Смоленской наступательной операции, где в одном из боёв, несмотря на вражеский огонь, вынес раненного командира батальона. Участвовал в захвате «языков», нескольких захватил лично.
После этой операции был направлен учиться на фронтовые курсы младших лейтенантов. В феврале 1944 года окончил их, получил звание младшего лейтенанта и назначен командиром взвода в 885-й стрелковый полк. Неоднократно отличался в боях. 
К июню 1944 года младший лейтенант Атрохов командовал взводом 885-го стрелкового полка 290-й стрелковой дивизии 49-й армии 2-го Белорусского фронта. Отличился во время Белорусской наступательной операции. 23 июня 1944 года в бою в ходе форсирования реки Проня к северо-востоку от города Чаусы Могилёвской области и прорыва линии обороны противника на её западном берегу, когда его подразделение вышло к Днепру и захватило плацдарм на его западном берегу, Атрохов получил боевое задание по обеспечению связи войск со штабом дивизии. Группа Атрохова из 5 бойцов 26 июня переправилась через реку, несмотря на вражеский огонь, и приняла участие в захвате плацдарма в районе деревни Плещицы Могилёвской области, оттеснив на 150—200 метров от берега подразделения противника. Группа Атрохова, занявшая позиции около окопа командира передового батальона, участвовала в отражении двух атак пехоты и двух атак танковых сил немецкий войск, уничтожив более 30 солдат и офицеров и 2 танка (1 подбил лично Атрохов). Всё это время Атрохов бесперебойно держал связь со штабом дивизии, что способствовало эффективной поддержке обороняющихся советских войск артиллерийским огнём. В бою получил ранение, но отказался покидать поле боя.
К утру 27 июня 1944 года через Днепр были наведены два моста, после чего на плацдарм переправились основные силы нескольких дивизий. Ударом с данного плацдарма было обеспечено замыкание кольца окружения немецких войск в Могилёве с севера, что обеспечило взятие города 28 июня 1944 года.
Указом Президиума Верховного Совета СССР от 24 марта 1945 года за «образцовое выполнение боевых заданий командования мужество на фронте борьбы с немецкими захватчиками и проявленные при этом отвагу и геройство» младшему лейтенанту Семёну Тихоновичу Атрохову присвоено звание Героя Советского Союза с вручением ордена Ленина и медали «Золотая Звезда» за номером 5546.
В бою 28 июля 1944 года, уже при освобождении Польши от немецких оккупантов, был тяжело ранен. Проходил лечение в госпитале, после чего осенью 1944 года был назначен на должность командира взвода 332-го пограничного полка войск НКВД СССР Управления войск НКВД СССР по охране тыла 2-го Белорусского фронта. Участвовал в Восточно-Прусской наступательной операции.
После окончания войны продолжил службу в пограничных и внутренних войсках. С 1953 года служил в военно-строительных частях Министерства обороны СССР, участвовал в создании объектов атомной промышленности СССР. В 1964 году майор С. Т. Атрохов был уволен в запас. 
Проживал в Новосибирске, работал диспетчером на заводе «Экран». Скончался на 78-м году жизни 4 сентября 1995 года, похоронен на Заельцовском кладбище.

## Награды
- Герой Советского Союза (24.03.1945)
- Орден Ленина (24.03.1945)
- Орден Отечественной войны 1-й степени (11.03.1985)
- Два ордена Красной Звезды (18.08.1944, 30.12.1956)
- Медаль «За отвагу» (1.08.1943)
- Медаль «За боевые заслуги» (25.06.1954)
- Ряд других медалей[1]